# Rafael Albert
Rafael Albert (* 1992) ist ein österreichischer Schauspieler, Sänger und Synchronsprecher, der in Deutschland lebt.

## Leben und Wirken
Geboren und aufgewachsen ist Rafael Albert in Oberösterreich, begann jedoch mit bereits 16 Jahren sein Bühnenstudium in Wien. Nach einer dreijährigen privaten Ausbildung absolvierte er noch das Bachelorstudium Musikalisches Unterhaltungstheater an der Musik und Kunst Privatuniversität der Stadt Wien. Im Zuge seiner Ausbildung spielte er bereits Rollen wie Arnold Stenzel in Swinging St. Pauli, Cupido in Orpheus in der Unterwelt, Kampel in Die Landstreicher sowie Victor Feldzieg in The Drowsy Chaperone.
Noch vor Abschluss seines Studiums wirkte er nebenbei in vielen Produktionen mit, darunter beispielsweise als Michael in Tick Tick... Boom!, als John in Jesus Christ Superstar oder als Diesel in West Side Story.
In dieser Zeit brachte er gemeinsam mit Glenna Weber und Sam Madwar die Musicalkomödie Sie spielen unser Lied von Marvin Hamlish und Neil Simon als Eigenproduktion auf die Bühne.
Nach seinem Studium zog es ihn 2016 nach Deutschland, wo er seither als Synchronsprecher für Kino- und TV-Produktionen arbeitet. Für die Musical-Show Best of Musical StarNights, mit der er 2016 bis 2017 auf Europatournee unterwegs war, kehrte er jedoch als Solist für einige Monate wieder auf die Bühne zurück.
Seit 2019 ist er zudem als musikalischer Leiter für Synchronfassungen tätig, beispielsweise für The Witcher: Blood Origin, Rettet Bikini Bottom, Plankton: Der Film und Hamster & Gretel.
2019 bis 2022 war Albert Teil des Ensembles von Tanz der Vampire in Oberhausen und Stuttgart und hat dort unter anderem die Rollen "Professor Abronsius" und "Chagal" verkörpert.
Außerdem ist er seit der Premiere 2021 jährlich in der Show Oh What A Night in der Bar jeder Vernunft zu sehen.
2022 gründete er gemeinsam mit Lisa Hintzke, Vanessa Donelly und Rune Baruschke das Musikkabarett-Projekt passivattraktiv, das 2023 bei Arno Zillmers Open Mic vom Publikum zum "Act des Jahres" gewählt wurde und 2024 das Album "Irgendwas mit Kultur" veröffentlichte.
Im Jahr 2025 übernahm er eine Rolle in Rosa von Praunheims Stück Die Bettwurst - Das Musical in der Berliner Bar jeder Vernunft.
2025 wurde er im Zuge der Synchronfassung zum Animationsfilm Thelma, das Einhorn mit dem Deutschen Synchronpreis ausgezeichnet, bei dem er die musikalische Leitung innehatte.

## Hörspiele (Auswahl)
- 2022: Francis Durbridge: Paul Temple und der Fall Valentine (Charles Kelvin) – Komposition und Regie: Antonio Fernandes Lopes (Original-Hörspiel – HNYWOOD)